# Erythrops elegans
Erythrops elegans är en kräftdjursart som först beskrevs av Georg Ossian Sars 1863.  Erythrops elegans ingår i släktet Erythrops och familjen Mysidae. Arten är reproducerande i Sverige. Inga underarter finns listade i Catalogue of Life.